# Robert Recorde
Robert Recorde   (Tenby, c. 1510 - Londres, 1558) fou un metge i matemàtic gal·lès que emprà per primera vegada el signe igual (=) l'any 1557.

## Vida
Membre d'una respectable família de Dinbych-y-Pysgod (en anglès, Tenby), del comptat de Sir Benfro (en anglès, Pembrokeshire)
de Gal·les, entrà a la Universitat d'Oxford entorn de 1525 i s'hi va graduar el 1530. L'any següent va ser nomenat fellow de l'All Souls College d'Oxford, on probablement va fer estudis de medicina. A Oxford, va obtenir la llicència per exercir la medicina, però no hi ha constància de quan va deixar la universitat. Havent-se dedicat més de dotze anys a la medicina, el 1545 va obtenir de la Universitat de Cambridge el títol de doctor en medicina. De tornada a Oxford, es dedicà a l'ensenyament de les matemàtiques, tot i que al cap de poc temps se'n va anar a Londres. Després d'exercir de metge del rei Eduard VI, el 1549 va ser nomenat interventor de la Royal Mint, la seca reial, arrel de la conducta corrupta del seu antecessor, sir William Harrington. Les seves responsabilitats s'estenien des de la seca de Londres i la de Bristol fins a les operacions de mineria i fosa del metall a Cardiff. El 1551 va ser nomenat cap de totes les seques del regne i no es podia encunyar monedes sense el seu permís; a més va estar especialment comissionat per dirigir la nova seca de Dublín. Tots aquests càrrecs van provocar l'enemistat de William Herbert, lord Pembroke.
Després de la seva estança a Cambridge, va començar també una intensa activitat com antiquari, preservant nombrosos manuscrits medievals de religió, de medicina, d'alquímia, de geografia, d'astronomia, de dret, etc.
La rivalitat política amb lord Pembroke va acabar amb una sèrie de demandes judicials,{Williams} arrel de les quals fou arrestat per deutes el 1557 i empresonat a la presó de King's Bench a Southwark (Londres). Aquesta presó era una institució peculiar: no estava gestionada per l'Estat, de tal forma que els reus havien de pagar per la seva manutenció o per tenir una cel·la individual i cal suposar que Recorde no va patir les incomoditats d'altres reus més pobres.
Desafortunadament, l'epidèmia de còlera de 1558, va ser tan especialment virulenta, que el va matar estant a la presó, pocs dies desprès d'haver dictat el seu testament.

## Obres
Recorde publicà quatre obres sobre temes matemàtics, amb la finalitat de proporcionar un curs bàsic sobre els temes tractats:
- The Grounde of Artes, teachings the Worke and Practise, of Arithmeticke, both in whole numbers and fractions (1543), és un llibre d'aritmètica, escrit en anglès i en forma de diàleg entre un mestre i el seu alumne, que va tenir una difusió extraordinària al Regne Unit.[15]
- The Pathway to Knowledge, containing the First Principles of Geometry ... bothe for the use of Instrumentes Geometricall and Astronomicall, and also for Projection of Plattes (Londres, 1551), és un llibre de geometria pensat per a artesans que, al contrari dels altres no esta escrit en forma de diàleg., i es correspon més o menys amb els quatre primer llibres dels Elements d'Euclides.[16]
- The Castle of Knowledge, containing the Explication of the Sphere both Celestiall and Materiall, etc. (Londres, 1556), és un llibre d'astronomia i de geometria esfèrica, en el qual fa referència al model heliocèntric de Copèrnic que sembla aprovar.[17]

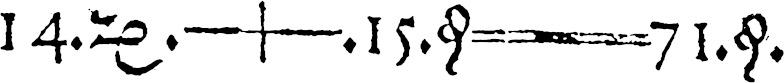
Primer ús del signe igual en una publicació impresa.

- The Whetstone of Witte, which is the second part of Arithmetike, containing the Extraction of Rootes, the Cossike Practice, with the Rules of Equation, and the Woorkes of Surde Numbers (Londres, 1557), que és un llibre d'àlgebra en el qual es va presentar el signe igual {\displaystyle (=)} per primera vegada.[18]

Tots els seus llibres, especialment el darrer, van ser innovadors en la forma d'escriure les notacions matemàtiques en les publicacions fetes amb la, relativament jove, impremta.
També va publicar un tractat de medicina:
- The Urinal of Physic (1548), reimprès diverses vegades, però menys original que les seves obres matemàtiques.[20]

Edward Sherburne (un poeta i traductor del segle XVII) afirma que Recorde publicà també la Cosmographiae isagoge, i que hauria escrit els llibres De Arte faciendi Horologium i De Usu Globorum et de Statu temporum, afirmacions que no estan acreditades i que semblen poc probables perquè les obres conegudes de Recorde estan escrites en anglès i no en llatí.